# Vilavancode
Vilavancode es una  ciudad censal situada en el distrito de Kanyakumari en el estado de Tamil Nadu (India). Su población es de 6731 habitantes (2011). Se encuentra a 34 km de Thiruvananthapuram y a 77 km de Tirunelveli. 

## Demografía
Según el censo de 2011 la población de Vilavancode era de 6731habitantes, de los cuales 3353 eran hombres y 3378 eran mujeres. Vilavancode tiene una tasa media de alfabetización del 90,51%, superior a la media estatal del 80,09%: la alfabetización masculina es del 94%, y la alfabetización femenina del 87,07%.